# Gripe
Influenza, comumente conhecida como Gripe, é uma doença infecciosa causada por diversos vírus ARN da família Orthomyxoviridae e que afeta aves e mamíferos. Os sintomas mais comuns são calafrios, febre, rinorreia, dores de garganta, dores musculares, dores de cabeça, tosse, fadiga e sensação geral de desconforto. Em crianças pode ainda provocar diarreia e dores abdominais. Embora seja frequentemente confundida com a constipação, a gripe é uma doença mais grave provocada por um tipo de vírus diferente.
A gripe é geralmente transmitida por via aérea através de tosse ou de espirros, os quais propagam partículas que contêm o vírus. A gripe pode também ser transmitida por contacto direto com excrementos ou secreções nasais de aves infetadas, ou através de contacto com superfícies contaminadas. Os vírus da gripe podem ser neutralizados pela luz solar, desinfetantes e detergentes. Uma vez que o vírus pode ser neutralizado com sabonete, lavar frequentemente as mãos reduz o risco de infeção. A gripe pode ocasionalmente levar ao aparecimento de pneumonia, tanto viral como bacteriana, mesmo em pessoas bastante saudáveis.
Os países desenvolvidos têm geralmente à disposição vacinas contra a gripe. As aves de criação são frequentemente vacinadas para evitar que sejam dizimadas por um eventual surto. A vacina humana mais comum é a vacina trivalente, que contém antígenos purificados e neutralizados de três estirpes virais. Esta vacina geralmente inclui material de dois subtipos de Influenzavirus A e uma estirpe de Influenzavirus B. A vacina trivalente não apresenta qualquer risco de transmissão da doença. No entanto, uma vacina produzida para um determinado ano pode não ser eficaz no ano seguinte, uma vez que o vírus da gripe evolui rapidamente, substituindo as estirpes antigas por novas. No tratamento da gripe são também usados alguns antivirais, como o oseltamivir.
A gripe propaga-se globalmente em ciclos sazonais de epidemias, as quais provocam anualmente entre três e cinco milhões de casos graves da doença e entre 250 000 e 500 000 mortes, número que pode ascender a milhões em anos de pandemia. Ao longo do século XX ocorreram três pandemias de gripe, cada uma delas provocada pelo aparecimento de uma nova estirpe do vírus em seres humanos, e responsáveis pela morte de dezenas de milhões de pessoas. Em muitos casos, as novas estirpes de gripe aparecem quando um vírus já existente se propaga para o ser humano a partir de outra espécie animal, ou quando uma estirpe humana recolhe novos genes de um vírus que só infeta aves ou suínos. Uma estirpe aviária denominada H5N1 levantou algumas preocupações em relação a uma nova pandemia de gripe em finais da década de 1990, mas não chegou a evoluir para uma forma de fácil contágio entre o ser humano. Em abril de 2009 ocorreu uma pandemia de uma nova estirpe que combinava genes da gripe humana, aviária e suina, denominada H1N1 ou gripe suína.

## Sinais e sintomas
| Sintoma: | sensibilidade | especificidade |
| --- | ------------- | -------------- |
| Febre | 68–86%        | 25–73%         |
| Tosse | 84–98%        | 7–29%          |
| Congestão nasal                                                                                                 | 68–91%        | 19–41%         |
| - Todas as três constatações, sobretudo a febre, foram menos sensíveis em pessoas com idade superior a 60 anos. |               |                |

Sintomas da gripe, sendo febre e tosse os mais comuns.

Os sintomas de gripe podem ter início de forma súbita um ou dois dias após a infeção. Geralmente, os primeiros sintomas são calafrios ou uma sensação de frio, embora a febre seja também comum nesta fase, com temperaturas entre os 38 e os 39 °C. Muitas pessoas sentem-se de tal forma doentes que se sentem compelidas a ficar de cama por vários dias, com dores ao longo de todo o corpo que se agravam nas costas e pernas. Os sintomas da gripe podem incluir:
- Febre e sensação extrema de frio (calafrios e tremores)
- Tosse
- Congestão nasal
- Rinorreia
- Dores musculares, principalmente nas articulações e na garganta
- Fadiga
- Dores de cabeça
- Olhos irritados e lacrimejantes
- Vermelhidão nos olhos, boca, garganta e nariz
- Petéquia[21]
- Em crianças, sintomas gastrointestinais como diarreia e dores abdominais,[22][23] que podem ser graves nos casos de gripe B,[24] ou ainda provocar náuseas e vómitos.[20]

Nos primeiros estágios de infeção, pode ser difícil distinguir uma gripe de uma constipação. A gripe pode ser identificada pelo aparecimento súbito de febre elevada e fadiga acentuada. A gripe é uma mistura de sintomas de constipação e de pneumonia, dores musculares, dores de cabeça e fadiga. Em adultos, a diarreia normalmente não é um sintoma de gripe, embora tenha sido observada em alguns casos de gripe aviária e possa ser um sintoma em crianças. Os sintomas de maior fiabilidade para determinar um diagnóstico de gripe encontram-se na tabela à direita.
Uma vez que os antivirais só são eficazes no tratamento da gripe quando administrados na fase inicial, pode ser importante identificar os casos o mais cedo possível. Dos sintomas enumerados acima, as combinações de febre com tosse, dor de garganta e congestão nasal podem melhorar a precisão do diagnóstico. Dois estudos sugerem que durante surtos locais de gripe, a prevalência será superior a 70%, pelo que os pacientes com qualquer destas combinações de sintomas podem ser tratados com inibidores de neuraminidase, mesmo sem a realização de exames. Mesmo fora do contexto de um surto local, pode ser pertinente o tratamento de idosos durante a época de gripe quando a prevalência seja superior a 15%. Estão disponíveis testes de diagnóstico rápido para a gripe, com uma sensibilidade de 70-75% e especificidade de 90-95%, quando comparados com culturas virais. Estes testes podem ser particularmente úteis durante a época de gripe (prevalência=25%).
A gripe pode ocasionalmente causar pneumonia viral ou bacteriana, mesmo em pessoas saudáveis. O principal sintoma deste tipo de complicações é a dificuldade respiratória. Outro sinal de alarme para a pneumonia bacteriana verifica-se quando uma criança, ou até um adulto, aparenta estar a melhorar e subitamente tem uma recidiva com febre elevada.

## Virologia

### Tipos de vírus

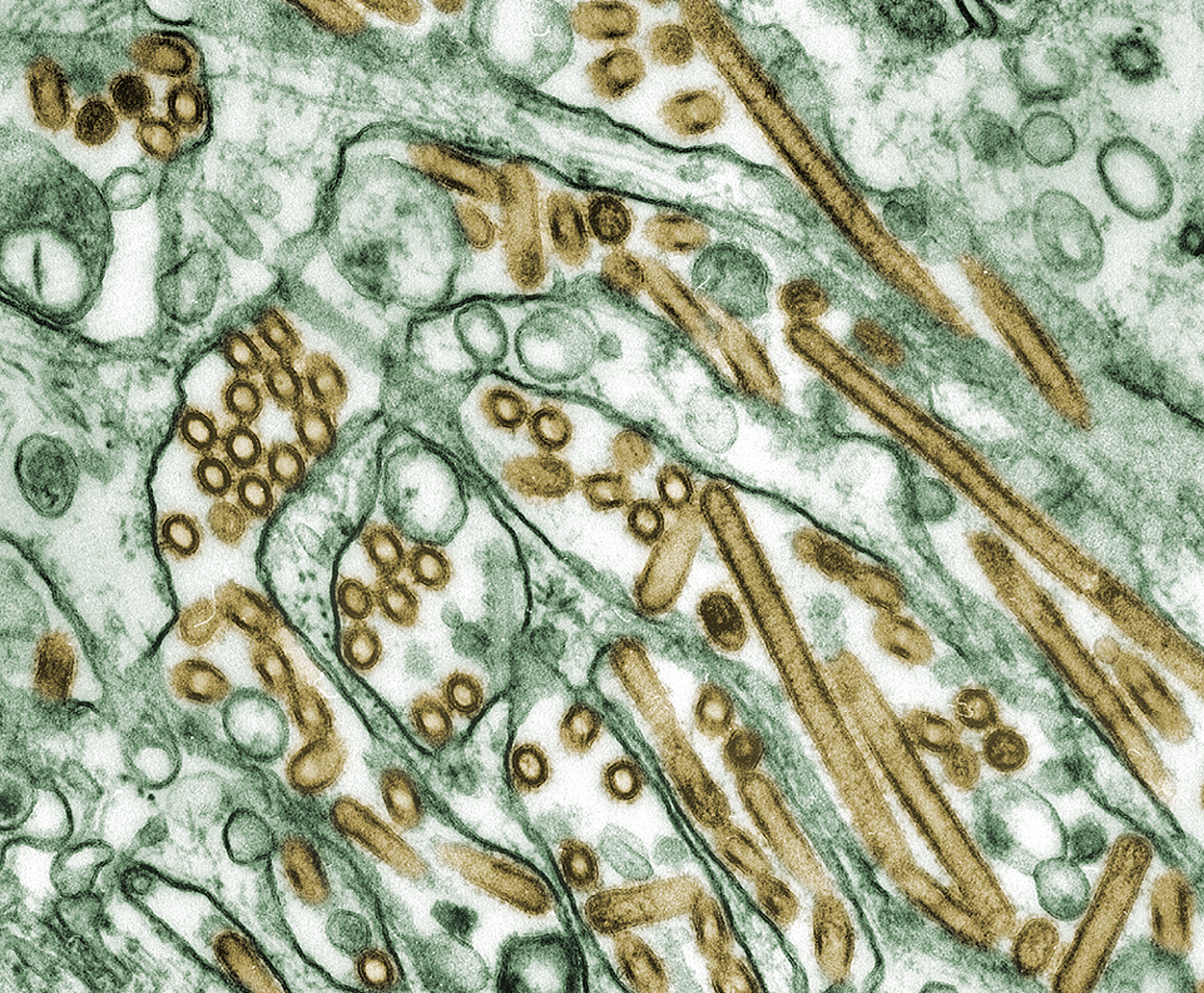
Vírus da gripe do subtipo H5N1 (a amarelo) em crescimento numa cultura celular (a verde).

Os vírus da gripe são classificados no grupo dos vírus ARN e correspondem a três dos cinco géneros da família dos ortomixovírus:
- Influenzavirus A
- Influenzavirus B
- Influenzavirus C

Estes vírus são apenas vagamente aparentados com os vírus paragripais, os quais são vírus ARN pertencentes à família dos paramoxivírus e uma das causas mais comuns de infeções respiratórias em crianças, embora possam também provocar doenças semelhantes à gripe em adultos.

#### Influenzavirus A
Este género tem apenas uma espécie, o Influenzavirus A. As aves aquáticas selvagens são o hospedeiro natural de uma grande diversidade de vírus de gripe A. Ocasionalmente, estes vírus são transmitidos para outras espécies e podem dar origem a surtos devastadores em aves de criação ou desencadear pandemias de gripe humana. Os vírus do tipo A correspondem aos patógenos mais virulentos entre os três tipos de vírus da gripe e estão na origem das formas mais graves da doença. Os vírus da gripe A podem ser divididos em diferentes serotipos em função da resposta dos anticorpos a estes vírus. Os serotipos confirmados em seres humanos, ordenados pelo número de mortes em pandemias, são:
- H1N1, que provocou a gripe espanhola em 1918, gripe russa de 1977 e a gripe suína em 2009
- H2N2, que provocou a Gripe asiática de 1957 e a Gripe russa em 1989-90
- H3N2, que provocou a gripe de Hong Kong em 1968
- H5N1, que provocou a gripe das aves em 2004
- H7N7, que apresenta elevado potencial zoonótico[37]
- H1N2, endémico em seres humanos, porcos e aves
- H9N2
- H7N2
- H7N3
- H10N7
- H7N9

#### Influenzavirus B
Este género tem também apenas uma espécie, o Influenzavirus B, o qual infeta quase exclusivamente seres humanos e é menos comum do que o vírus da gripe A. Os outros únicos animais que se sabe serem suscetíveis à infeção de gripe B são as focas e os furões. Este tipo de vírus sofre mutação a um ritmo duas a três vezes mais lento do que a gripe A, pelo que é menos diversificado em termos genéticos, existindo apenas um serotipo de gripe B. Como consequência desta falta de diversidade antigénica, é possível adquirir um determinado grau de imunidade à gripe B durante os primeiros anos de vida. No entanto, o vírus da gripe B ainda sofre mutação suficiente para que não seja possível adquirir imunidade vitalícia.  Devido ao reduzido ritmo de alterações antigénicas e à sua limitada gama de hospedeiros, não ocorrem pandemias de gripe B.

#### Influenzavirus C
Este género tem também apenas uma espécie, o Influenzavirus C, o qual infeta seres humanos, cães e porcos, provocando por vezes formas graves da doença e epidemias locais. No entanto, a gripe C é menos comum do que os outros tipos e geralmente provoca apenas casos moderados em crianças.

### Estrutura, propriedades e nomenclatura dos subtipos

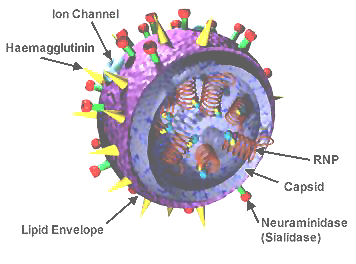
Estrutura do virião do vírus da gripe. Podem ser observadas na superfície da partícula as proteínas hemaglutinina (HA) e neuraminidase (NA). Os ARN virais que constituem o genoma são representados por hélices no interior da partícula e encontram-se ligados a proteínas ribonucleares (RNP).

As estruturas dos influenzavirus A, B e C são muito semelhantes entre si. A partícula viral mede 80-120 nanómetros de diâmetro e é aproximadamente esférica, embora possam também ocorrer formas filamentosas. Estas formas filamentosas são mais comuns no vírus da gripe C, o qual pode formar, na superfície das células infetadas, estruturas semelhantes a cordas até 500 micrómetros de comprimento. No entanto, apesar destas diferenças na forma, as partículas virais de todos os vírus da gripe apresentam composição semelhante. Os vírus são constituídos por um envelope viral que contém dois tipos de glicoproteínas que envolvem um núcleo central. Este núcleo contém o genoma ARN viral e outras proteínas virais que envolvem e protegem o ácido ribonucleico (ARN). O ARN é geralmente de filamento único, embora em casos especiais possa ser duplo. Ao contrário da generalidade dos vírus, o seu genoma não é um elemento único de ácido nucleico; em vez disso, contém sete ou oito segmentos de ARN de senso negativo, cada um dos quais com um ou dois genes que codificam uma proteína diferente. Por exemplo, o genoma da gripe A contém 11 genes em oito segmentos de ARN, os quais codificam 11 proteínas: hemaglutinina (HA), neuraminidase (NA), nucleoproteína (NP), e as proteínas M1, M2, NS1, NS2, PA, PB1, PB1-F2 e PB2.
A hemaglutinina (HA) e a neuraminidase (NA) são as duas proteínas de grande dimensão no exterior das partículas virais. A HA é uma lectina mediadora da ligação do vírus às células-alvo e a entrada do genoma viral nessas células. A NA participa na libertação de vírus a partir das células infetadas. Desta forma, estas proteínas são alvos para fármacos antivirais. Para além disso, são antígenos para os quais é possível produzir anticorpos. Os vírus da gripe A são classificados em subtipos de acordo com a resposta dos anticorpos à HA e à NA. Os diferentes tipos de HA e NA determinam a distinção "H" e "N" na denominação; por exemplo, "H5N1". São conhecidos 16 subtipos H e 9 subtipos N, embora apenas os subtipos H1, H2 e H3, e os N1 e N2 sejam comuns em seres humanos.

### Replicação

Invasão e replicação do vírus da gripe na célula do hospedeiro. Os estágios deste processo são discutidos no texto

Os vírus só são capazes de se replicar em células vivas. A infeção e replicação da gripe é um processo que decorre ao longo de vários estágios. Para ter início, o vírus tem que se ligar e entrar na célula, para então transmitir o seu genoma para um local onde possa produzir novas cópias de proteínas virais e ARN, juntar estes componentes em novas partículas virais e, por último, abandonar a célula hospedeira.
Os vírus da gripe ligam-se, através da hemaglutinina, aos açúcares de ácido siálico na superfície de células epiteliais, geralmente no nariz, garganta ou pulmões dos mamíferos ou no intestino das aves (estágio 1 na imagem). Após a hemaglutinina ser degradada por uma protease, a célula importa o vírus através de endocitose. Ainda não são conhecidos todos os detalhes do processo intracelular. Sabe-se que os viriões convergem para o centro do microtúbulo, interagem com os endossomas ácidos e, finalmente, penetram nos endossomas-alvo para libertar o genoma.
Uma vez no interior da célula, as condições de acidez no endossoma provocam dois eventos. Em primeiro, uma parte da hemaglutinina realiza a fusão do envelope viral com a membrana do vacúolo; em seguida, o canal iónico M2 permite que os protões se movimentem através do envelope viral e acidifiquem o núcleo do vírus, o que faz com que o núcleo se desintegre, libertando assim o ARN viral e as proteínas. As moléculas de ARN viral, proteínas acessórias e a ARN polimerase ARN-dependente são então libertadas para o citoplasma (estágio 2).
Estas proteínas nucleares e o ARN viral foram um complexo que é transportado para o núcleo celular, no qual a ARN polimerase ARN-dependente transcreve o ARN viral complementar de senso positivo (estágios 3a e 3b). O ARN viral é então ou exportado para o citoplasma e traduzido (estágio 4), ou permanece no núcleo. As proteínas virais recém-sintetizadas são então segregadas pelo complexo de Golgi para a superfície da célula (estágio 5b) ou transportadas de volta para o núcleo para ligarem o ARN viral e formar novas partículas de genoma viral (estágio 5a). As restantes proteínas virais exercem diversas ações na célula do hospedeiro, entre elas a degradação do ARNm celular, o uso dos nucleótidos libertados para a síntese de ARNv e a inibição da tradução de ARNm da célula do hospedeiro.
Os ARN virais de senso negativo que formam os genomas de vírus futuros, ARN polimerase ARN-dependente, e outras proteínas virais são montados na forma de um virião. As moléculas de hemaglutinina e neuraminidase agrupam-se numa protuberância da membrana celular. O ARN viral e as proteínas do núcleo viral abandonam o núcleo e penetram nesta protuberância (estágio 6). Os vírus amadurecidos abandonam a célula numa esfera composta por membrana fosfolipídica do hospedeiro, adquirindo hemaglutinina e neuraminidase (estágio 7).. Tal como no início do processo, os vírus aderem à célula através da hemaglutinina. Os vírus amadurecidos separam-se assim que a sua neuraminidase separa os resíduos de ácido siálico da célula do hospedeiro.
Devido à ausência de enzimas com mecanismos de verificação (proofreading), a ARN polimerase ARN-dependente que copia o genoma viral comete um erro a cerca de cada dez mil nucleótidos, o que corresponde ao comprimento aproximado do ARN viral da gripe. Desta forma, a maioria dos vírus de gripe que são fabricados são mutantes, o que causa deriva antigénica, uma pequena alteração nos antígenos da superfície viral ao longo do tempo. A separação do genoma em oito segmentos distintos de ARN viral permite a mistura ou reagrupamento dos ARN virais, no caso de uma célula ser infectada por mais de um tipo de vírus. A rápida alteração de genética viral resultante provoca mudanças antigénicas, que são alterações súbitas de um antígeno para outro. São estas alterações súbitas e significativas que permitem aos vírus infetar novas espécies de hospedeiros ao mesmo tempo que rapidamente ultrapassam qualquer imunidade. Isto é uma das principais causas da existência de pandemias.

## Mecanismo

### Transmissão

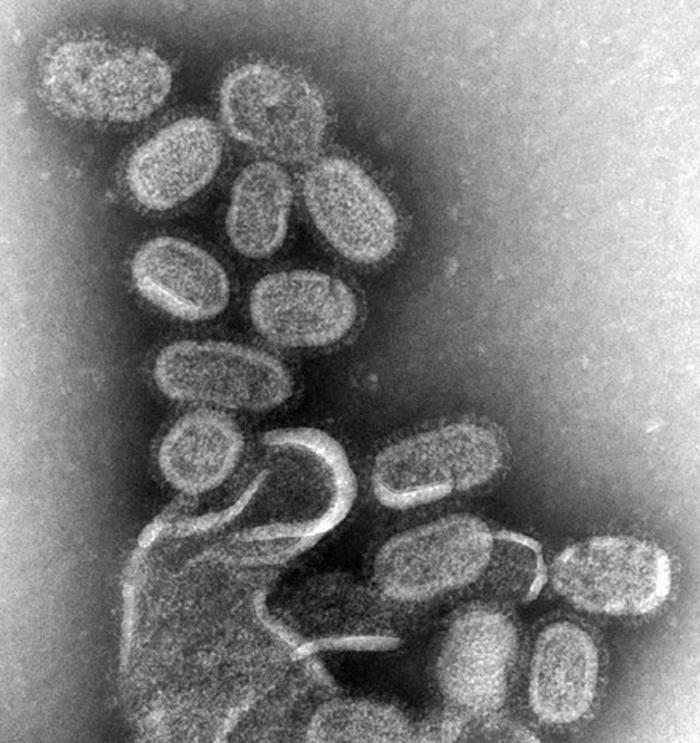
MET do vírus da gripe, ampliada cerca de 100000 vezes.

Uma pessoa contaminada com o vírus da gripe torna-se contagiosa para outra pessoa no dia anterior ao aparecimento dos primeiros sintomas, e permanece contagiosa por mais cinco a seis dias. Os dias de maior risco de contágio são o segundo e terceiro dias posteriores à infeção. A quantidade de vírus libertado aparenta estar relacionada com a temperatura da febre; quanto mais alta a temperatura, maior quantidade de vírus é libertada. As crianças são muito mais infecciosas do que os adultos e libertam o vírus até duas semanas após a data de infeção.
A gripe pode ser propagada através de três principais vias de transmissão: por transmissão direta (quando um indivíduo infetado liberta muco diretamente para os olhos, nariz ou boca de outra pessoa); por via aérea (quando um indivíduo inala as partículas produzidas pela tosse ou espirro de outro infetado); e através da transmissão entre mãos e olhos, ou mãos e nariz ou mãos e boca, não só através de superfícies contaminadas como por contacto pessoal direto, como um aperto de mão. A importância relativa entre estas três vias de transmissão não foi ainda determinada, embora se pense que sejam as partículas aéreas que causem o maior número de infeções. No caso de transmissão por via aérea, uma gotícula precisa de ter apenas 0,5 – 5 µm de diâmetro para poder ser inalada por uma pessoa. A inalação de uma única gotícula pode ser suficiente para provocar a infeção. Embora um único espirro possa libertar 40 000 gotículas, a maior parte delas são bastante grandes e dissipam-se rapidamente no ar. O tempo de sobrevivência do vírus da gripe nas partículas aparenta ser influenciado pela quantidade de humidade e radiação ultravioleta. A pouca humidade e luz solar características do inverno ajudam a que o vírus possa sobreviver durante mais tempo.
Uma vez que os vírus da gripe sobrevivem fora do corpo, também podem ser transmitidos pelo contacto com superfícies contaminadas como notas bancárias, maçanetas de portas, interruptores elétricos e outros objetos domésticos. O tempo de sobrevivência do vírus em determinada superfície depende das características dessa superfície. O vírus é capaz de sobreviver um ou dois dias em superfícies duras e não porosas como plástico ou metal; cerca de quinze minutos em lenços de papel secos; e apenas cinco minutos na pele. No entanto, no caso do vírus se encontrar protegido por muco, pode sobreviver durante períodos mais longos; por exemplo, até 17 dias em notas bancárias. Os vírus da gripe das aves são capazes de sobreviver indeterminadamente quando congelados. Os vírus da gripe podem ser inativados quando aquecidos até 56 ºC durante pelo menos 60 minutos, ou quando em contacto com ácidos de pH inferior a 2.

### Fisiopatologia

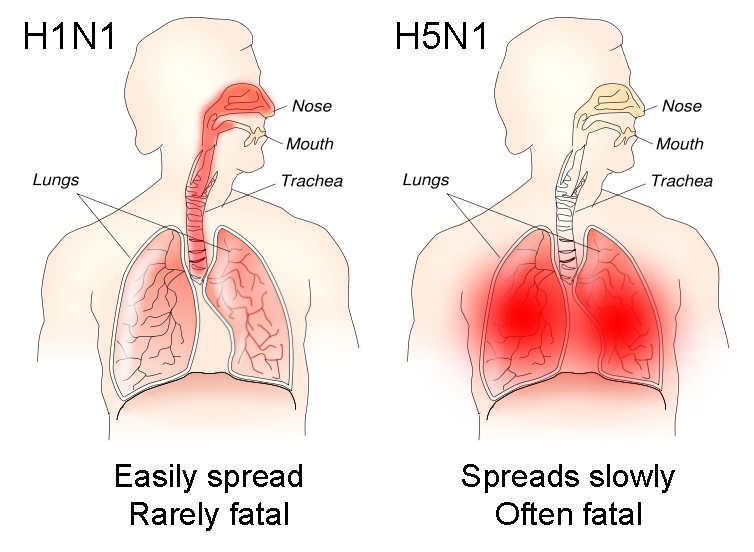
A vermelho, os diferentes locais de infeção do H1N1 sazonal (à esquerda) e do H5N1 da gripe aviária. O local influencia a sua letalidade e capacidade de disseminação.

Os mecanismos que determinam o aparecimento dos sintomas em seres humanos têm sido amplamente estudados. Acredita-se que um dos mecanismos seja a inibição da hormona adrenocorticotrófica (ACTH), o que provoca a redução dos níveis de cortisol. A determinação dos genes que cada estirpe transporta pode ajudar a prever a sua fisiopatologia, isto é, quão eficaz será a infectar os seres humanos e quão severa será essa infeção.
Uma parte do processo que permite aos vírus da gripe invadir as células é a clivagem da proteína viral hemaglutinina por qualquer uma das diferentes proteases humanas. Nos vírus de baixa patogenicidade, a estrutura da hemaglutinina implica que só possa ser clivada por proteases que se encontrem na garganta e nos pulmões, pelo que estes vírus não são capazes de infetar outros tecidos. No entanto, em estirpes bastante virulentas, como o H5N1, a hemaglutinina pode ser clivada por uma ampla gama de proteases, permitindo ao vírus disseminar-se por todo o corpo.
A proteína viral hemaglutinina é responsável por determinar não só que espécies é que determinada estirpe pode infetar, mas também em que local do trato respiratório é que essa estirpe se irá alojar. As estirpes que são facilmente transmitidas entre pessoas possuem proteínas de hemaglutinina que se ligam a receptores na parte superior do trato respiratório, como os do nariz, garganta e boca. Por outro lado, a estirpe potencialmente mortal de H5N1 liga-se a recetores profundos dos pulmões. Esta diferença no local de infeção pode explicar porque é que o H5N1 causa pneumonia viral grave nos pulmões, ao mesmo tempo que não é facilmente transmitida pela tosse ou por espirros.
Os sintomas mais comuns de gripe, como a febre, dores de cabeça e fadiga, são o resultado da grande quantidade de citocinas e quimiocinas produzida pelas células infetadas. Ao contrário dos rinovirus que provocam a constipação, o vírus da gripe não provoca lesões nos tecidos, pelo que os sintomas não são inteiramente devidos à resposta inflamatória. Esta resposta imune de grandes proporções pode produzir uma tempestade de citocinas com risco de vida. Este mecanismo tem sido proposto para explicar  a mortalidade anormal durante a gripe das aves (H5N1) e na estirpe da pandemia de 1918. No entanto, outra hipótese é a de que esta grande quantidade de citocinas seja apenas o resultado da quantidade massiva de replicação viral característica destas estirpes.

## Prevenção

### Vacinação

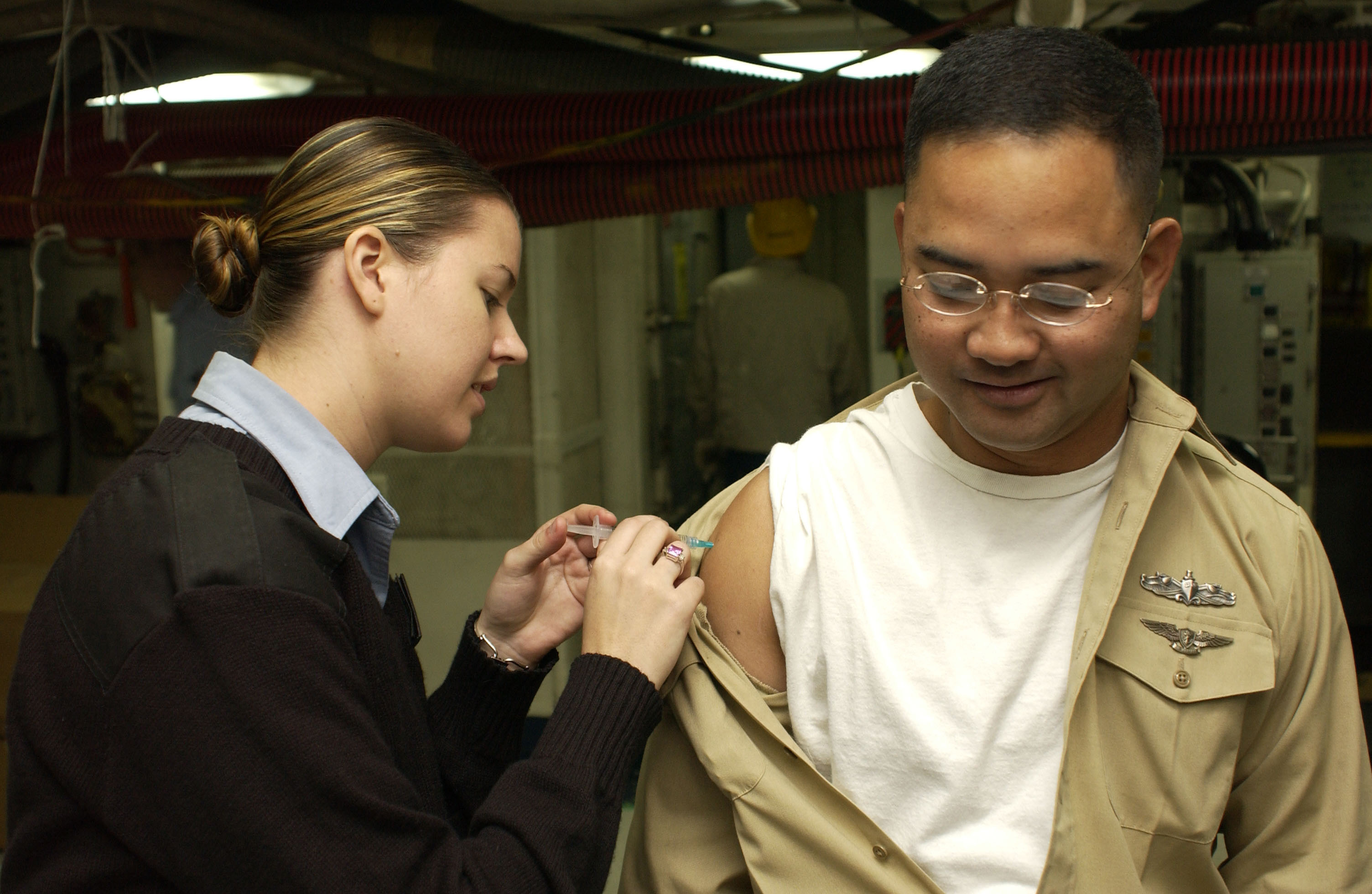
Vacinação contra a gripe

A Organização Mundial de Saúde recomenda que sejam vacinados contra a gripe os grupos de risco, como crianças, idosos, prestadores de cuidados de saúde e pessoas com doenças crónicas como por exemplo asma, diabetes, doenças cardiovasculares ou tenham a imunidade comprometida. Em adultos saudáveis, a vacina é pouco eficaz em reduzir a quantidade de sintomas em determinada população. As evidências científicas apoiam a eficácia da vacina em crianças com idade superior a dois anos. Em pessoas com doença pulmonar obstrutiva crónica, a vacinação reduz eventuais exacerbações, embora não esteja ainda claro se reduz exacerbações asmáticas. As evidências apoiam também uma menor taxa de incidência das doenças semelhantes à gripe em diversos grupos de pessoas com imunidade comprometida, como aquelas com VIH/SIDA, cancro ou que foram submetidas a um transplante de órgãos. Nos grupos de alto risco, a vacinação pode reduzir o risco de doenças arteriais. Se a vacinação dos profissionais de saúde protege ou não os pacientes é um tópico ainda controverso. Alguns estudos de revisão concluíram que não existem ainda evidências suficientes, enquanto outros encontraram apenas evidências conjeturais.
Devido à elevada velocidade de mutação do vírus, uma vacina contra a gripe geralmente só confere proteção durante alguns anos. Todos os anos, a Organização Mundial de Saúde determina quais serão as estirpes virais com maior probabilidade de circulação no ano seguinte, o que permite às farmacêuticas desenvolver vacinas que ofereçam a melhor proteção contra essas estirpes. Em cada ano, as vacinas são reformuladas para estirpes específicas, mas não para todas as estirpes ativas no mundo em determinado momento. Os fabricantes demoram cerca de seis meses para poder formular e produzir os milhões de doses necessárias para combater as epidemias sazonais. Ocasionalmente, uma das estirpes torna-se proeminente durante esse intervalo de tempo. É também possível ser infetado por determinada estirpe poucos dias antes da toma da vacina e adoecer posteriormente, uma vez que a vacina demora cerca de duas semanas até ser eficaz. As vacinas podem fazer com que o sistema imunitário reaja da mesma forma como se estivesse a ser infetado, pelo que é possível que se manifestem vários dos sintomas de gripe, embora não de forma tão grave ou duradoura como numa infeção real. O mais perigoso efeito adverso é uma reação alérgica ou à própria substância viral ou aos resíduos usados no cultivo da doença, embora estas reações sejam extremamente raras.
Os países desenvolvidos têm geralmente à disposição vacinas contra a gripe. A relação custo-benefício da vacinação sazonal contra a gripe tem sido amplamente avaliada em diferentes grupos e cenários. A conclusão geral é que se trata de uma intervenção eficaz em termos de custo, sobretudo em crianças e em idosos. No entanto, tem-se verificado que os resultados das avaliações económicas da vacinação contra a gripe são muitas vezes dependentes de assunções.

### Controle e prevenção

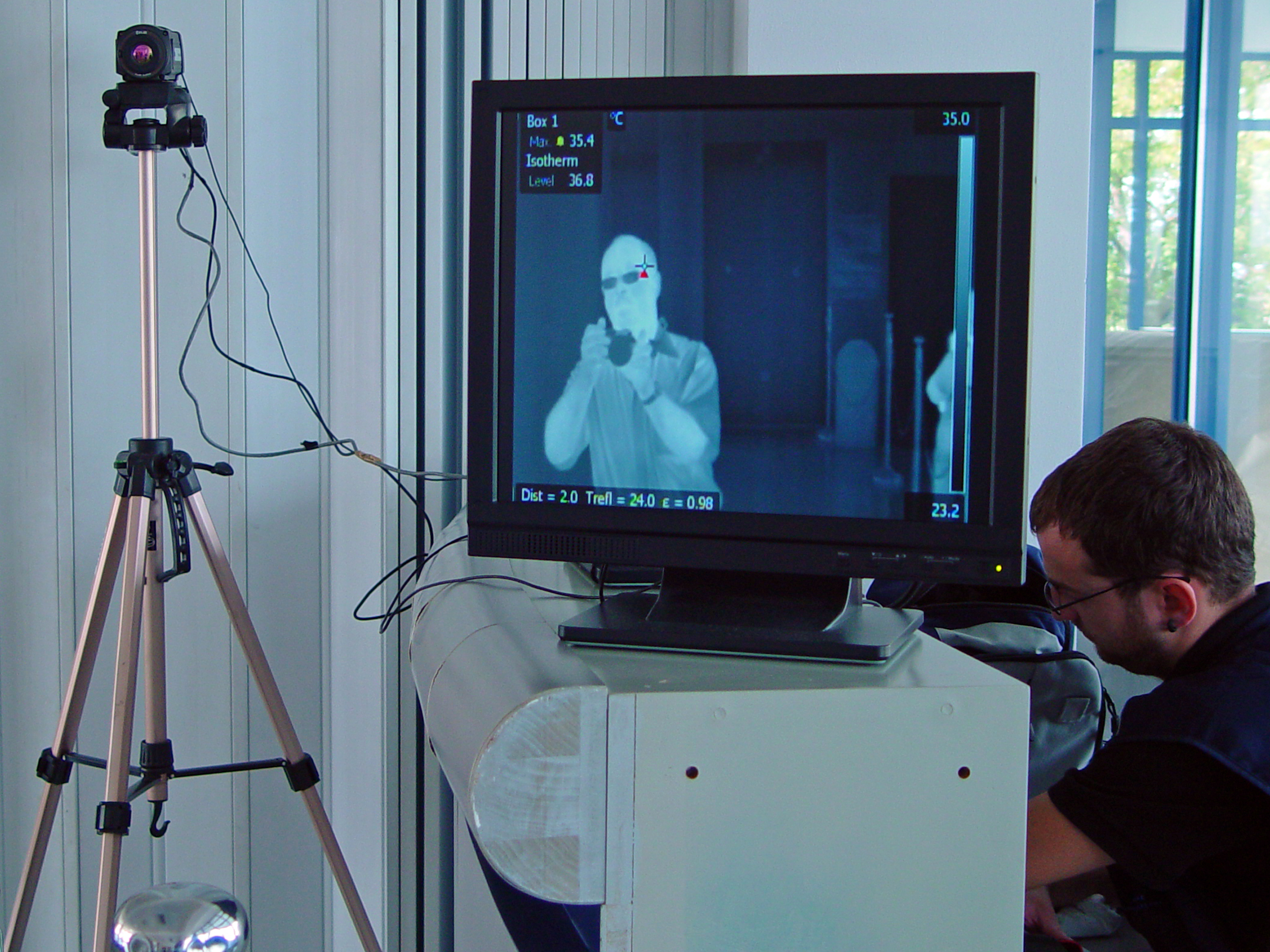
Câmara termográfica e monitor num aeroporto grego durante a pandemia de 2009. As imagens termográficas podem detetar temperaturas corporais elevadas, um dos sintomas de gripe suína.

Existem algumas formas razoavelmente eficazes de reduzir a transmissão de gripe através de boas práticas de higiene e saúde pessoal, entre as quais evitar tocar nos olhos, nariz ou boca; lavar frequentemente as mãos com sabonete e água ou com desinfetantes à base de álcool; tapar a boca durante a tosse ou os espirros; evitar cuspir; evitar a proximidade com doentes e ficar em casa no caso de doença. Embora o uso de máscaras cirúrgicas possa ajudar a prevenir o contágio durante tratamentos de saúde, as evidências que demonstrem o seu benefício no espaço público são contraditórias. O tabagismo aumenta o risco de contrair gripe, para além de provocar o agravamento dos sintomas.
Uma vez que a gripe se propaga através de partículas aéreas e pelo contacto com superfícies contaminadas, a higienização de superfícies pode ajudar a prevenir algumas infeções. O álcool é um desinfetante eficaz contra os vírus da gripe. Pode ser usado com compostos quaternários de amoníaco para que o efeito da ação de higienização seja mais prolongado. Nos hospitais, são usados estes compostos e lixívia para higienizar quartos que tenham sido ocupados por pacientes com sintomas de gripe. Em casa, isto pode ser conseguido de forma eficaz com lixívia de cloro diluída.
Durante as pandemias do passado, o encerramento de escolas, igrejas e recintos de diversão abrandou o ritmo de propagação do vírus, mas não teve um efeito significativo na taxa de mortalidade geral. Não há ainda certezas se a redução do número de ajuntamentos públicos, por exemplo, encerrando as escolas e os locais de trabalho, irá reduzir a transmissão da doença, uma vez que as pessoas se iriam simplesmente reunir numa área diferente. Tais medidas seriam também de difícil aplicação e pouco populares. Quando o número de infetados é pequeno, isolar esse grupo pode reduzir o risco de transmissão.

## Tratamento
As pessoas com gripe são aconselhadas a manter-se em repouso, beber bastantes líquidos, evitar o consumo de álcool e tabaco e, se necessário, tomar medicamentos como paracetamol para reduzir a febre e as dores musculares associadas à gripe. As crianças e adolescentes com sintomas de gripe, particularmente febre, são aconselhadas a evitar tomar aspirina durante a infeção, sobretudo no caso de gripe B. A toma de aspirina pode levar ao síndrome de Reye, uma doença hepática rara, mas potencialmente fatal. Uma vez que a gripe é provocada por um vírus, os antibióticos não têm qualquer efeito na infeção, a não ser que sejam prescritos especificamente para infeções secundárias, como após o aparecimento de pneumonia bacteriana. Os antivirais podem ser eficazes, mas algumas estirpes de gripe são resistentes aos fármacos antivirais mais comuns e existem algumas preocupações relativamente à qualidade da investigação.

### Antivirais
As duas classes de antivirais usadas no tratamento de gripe são os inibidores da neuraminidase (oseltamivir e zanamivir) e os inibidores da proteína M2 (derivados de adamantano).

#### Inibidores da neuraminidase
De uma forma geral, os benefícios dos inibidores da neuraminidase em pessoas de outra forma saudáveis não aparentam ser maiores do que os riscos. Não parece haver qualquer benefício em pessoas com outros problemas de saúde. Em pessoas que se acreditava terem gripe, os inibidores de neuraminidase diminuíram o período de manifestação de sintomas em pouco menos de um dia, mas não aparentam ter qualquer efeito sobre o risco de complicações como a pneumonia. Antes de 2013, os benefícios não eram ainda claros, uma vez que o fabricante La Roche se recusava a disponibilizar os dados dos ensaios para análises independentes.

#### Inibidores da proteína M2
Os antivirais amantidina e rimantadina bloqueiam um canal iónico viral, a proteína M2, e impedem que o vírus infete células. Estes fármacos são por vezes eficazes contra a gripe A quando são administrados na fase inicial da infeção, mas são ineficazes contra os vírus da gripe B, nos quais não existe esse alvo. No entanto, em 2005 observou-se que a resistência à amantidina e rimantadina em isolados de H3N2 aumentou 91%. Este nível elevado de resistência pode ser devido à fácil obtenção de amantidinas como medicamentos para a constipação em países como a China ou Rússia, e o seu uso recorrente na prevenção de surtos de gripe em aves de criação. Durante a estação de gripe de 2005-2006 nos Estados Unidos, as autoridades recomendaram que não fossem usados os inibidores de M2 devido à elevada resistência ao fármaco.

## Prognóstico
Os efeitos da gripe são muito mais graves e duram muito mais tempo do que os da constipação. A maior parte das pessoas recupera completamente ao fim de uma ou duas semanas, embora algumas possam desenvolver complicações com risco de vida, como a pneumonia. Por este motivo, a gripe pode ser fatal, especialmente entre os grupos mais debilitados, como as as crianças, os idosos ou pessoas com doenças crónicas. A doença é particularmente grave em indivíduos com o sistema imunitário debilitado, como os que apresentam uma infeção avançada de VIH ou pacientes que receberam um transplante de órgãos e cuja imunidade se encontra medicamente suprimida para impedir a rejeição desses órgãos. As grávidas são também um grupo de risco em relação a complicações.
A gripe pode agravar problemas de saúde crónicos. As pessoas com enfisema, bronquite crónica ou asma podem sofrer de dispneia durante a gripe. A doença pode ainda agravar a doença arterial coronariana ou a insuficiência cardíaca. O tabagismo é outro factor de risco associado a formas mais graves de gripe e aumento da mortalidade. Nalguns casos, uma eventual resposta autoimune à gripe pode contribuir para o desenvolvimento do Síndrome de Guillain-Barré.

## Epidemiologia
A cada inverno, dezenas de milhões de pessoas contraem gripe e o número de mortes é superior a algumas centenas de milhar. No entanto, até mesmo nos países desenvolvidos o número preciso de pessoas afetadas é incerto, uma vez que as autoridades de saúde não têm por prática distinguir quem efetivamente morre da gripe ou quem morre de uma doença semelhante à gripe. A maior parte das pessoas fica doente apenas durante uma semana, embora os mais idosos apresentam maior risco de morrer devido à doença. Até mesmo pessoas plenamente saudáveis podem contrair a doença e em qualquer idade podem ocorrer complicações graves. As pessoas com mais de cinquenta anos, crianças muito novas e pessoas de qualquer idade com doenças crónicas são mais susceptíveis a complicações como pneumonia, bronquite, sinusite e otite.

### Alterações sazonais

Estações de gripe: novembro–abril (azul), abril–novembro (vermelho) e durante todo o ano (amarelo)

A gripe atinge o momento de maior prevalência durante o inverno. Uma vez que os invernos do hemisfério norte e  sul ocorrem em diferentes alturas do ano, existem anualmente duas estações de gripe. Por este motivo, a Organização Mundial de Saúde faz recomendações para duas formulações de vacina em cada ano, uma para cada hemisfério.
Um dos maiores enigmas relacionados com a gripe tem sido o motivo dos surtos ocorrerem em estações, e não uniformemente ao longo de todo o ano. Umas das explicações mais prováveis argumenta que, uma vez que as pessoas no inverno passam mais tempo em espaços fechados, estão frequentemente em contacto entre si, o que facilita o contágio. Outro fator são as temperaturas mais baixas que levam a que o ar seja mais seco, desidratando o muco e impedindo o corpo de expelir de forma eficaz as partículas virais. O vírus também sobrevive em superfícies durante mais tempo quando a temperatura é baixa, e a transmissão de partículas de vírus por via aérea é maior em ambientes com temperaturas inferiores a 5 °C e pouca humidade relativa. De facto, a pouca humidade do ar no inverno aparenta ser a principal causa de transmissão da gripe sazonal nas regiões temperadas.
No entanto, também se verificam variações sazonais nas taxas de infeção de regiões tropicais. Em alguns países, os picos de infeção são observados principalmente durante a estação das chuvas. As alterações de contacto em função dos períodos escolares, que são um dos principais factores de transmissão doenças infantis como o sarampo ou a tosse convulsa, podem também ter algum papel na transmissão de gripe. A estirpe H5N1 apresenta sazonalidade não só em seres humanos, como também nas aves.

### Epidemias e pandemias
Uma vez que a gripe é provocada por diferentes espécies e estirpes de vírus, a cada ano algumas das estirpes podem morrer enquanto outras dão origem a epidemias regionais e outras são ainda capazes de criar uma pandemia à escala continental ou global. Num ano típico com duas estações de gripe (uma por cada hemisfério), ocorrem entre três e cinco milhões de casos graves de gripe e cerca de 500 000 mortes a nível global, o que, de acordo com algumas definições, corresponde a uma epidemia de gripe anual. Cerca de três vezes em cada século ocorre uma pandemia, a qual infeta uma quantidade significativa da população mundial e pode matar dezenas de milhões de pessoas. Um estudo estimou que se nos dias de hoje aparecesse uma estirpe com virulência semelhante à gripe espanhola de 1918, seria capaz de matar entre 50 e 80 milhões de pessoas.

A mudança antigénica pode produzir novas estirpes de gripe humana extremamente patogénicas

Os vírus de gripe evoluem continuamente, através de mutação ou recombinação. As mutações podem provocar pequenas alterações nos antígenos hemaglutinina e neuraminidase na superfície do vírus. Estas alterações denominam-se deriva antigénica, a qual vai lentamente criando uma cada vez maior variedade de estirpes até que se desenvolva uma que seja capaz de infetar pessoas imunes às estirpes anteriores. Esta nova variante substitui então as anteriores, à medida que se propaga rapidamente entre a população humana, muitas vezes causando uma epidemia. No entanto, uma vez que as estirpes produzidas por deriva genética ainda têm algumas semelhanças com as estirpes mais antigas, algumas pessoas continuam a ser imunes. Por outro lado, quando os vírus de gripe se recombinam adquirem antígenos completamente novos, um processo que é denominado mudança antigénica. Se for produzido um vírus de gripe humano com antígenos completamente novos, toda a população estará susceptível e o novo vírus dissemina-se de forma incontrolável, dando origem a uma pandemia. No entanto, tem também vindo a ser proposta uma abordagem alternativa a este modelo de pandemia baseado em mudanças e derivas antigénicas, o qual sustenta que as pandemias periódicas são produzidas pelas interações de um conjunto fixo de estirpes humanas, sendo a população humana que ciclicamente adapta a sua imunidade às diferentes estirpes desse conjunto.
Do ponto de vista de saúde pública, as epidemias de gripe propagam-se rapidamente e são muito difíceis de controlar. A maior parte dos vírus de gripe não é particularmente infecciosa e cada indivíduo infetado geralmente só contagia mais um ou dois indivíduos. No entanto, o tempo de geração do vírus da gripe é extremamente curto: o tempo que decorre entre o momento em que uma pessoa é infetada e infeta outra pessoa é de apenas dois dias. Este curto intervalo de tempo significa que as epidemias de gripe geralmente atingem o auge em cerca de dois meses e esgotam-se ao fim de três meses. Por conseguinte, a decisão de intervir numa epidemia de gripe tem que ser tomada bastante cedo e é muitas vezes tomada com base em dados insuficientes. Outro problema é que os indivíduos se tornam capazes de infetar outras pessoas antes deles próprios manifestarem sintomas, o que significa que colocar as pessoas em quarentena depois de manifestarem sintomas não é uma medida de contenção eficaz. Em média, a capacidade de infetar outras pessoas atinge o ponto máximo ao segundo dia de infeção, enquanto que os sintomas se manifestam com maior intensidade apenas ao terceiro dia.

## História

### Etimologia
O termo influenza, ou "influência", tem origem no termo homónimo italiano e faz alusão à causa da doença, já que inicialmente se pensava que a gripe era devida a influências astrológicas. A evolução da medicina levaria mais tarde a uma uma alteração de significado para "influência do frio", ou influenza del freddo. O termo "gripe" tem origem no francês grippe, usado pela primeira vez em 1694.

### Pandemias

Os principais tipos de vírus de gripe em seres humanos. Os quadrados representam o aparecimento de uma nova estirpe que provoca pandemias recorrentes. As linhas a tracejado indicam identificação incerta.

Os sintomas de gripe humana foram descritos de forma explícita por Hipócrates há cerca de 2400 anos. Embora seja provável que o vírus tenha causado várias epidemias ao longo da história da Humanidade, os dados históricos da gripe são difíceis de interpretar, uma vez que os sintomas são semelhantes aos de outras doenças respiratórias. A doença pode ter sido levada da Europa para a América durante a colonização do continente, já que em 1493, pouco depois da chegada de Cristóvão Colombo, praticamente toda a população indígena das Antilhas foi dizimada por uma epidemia semelhante à gripe.
O primeiro registo credível de uma epidemia de gripe descreve um surto ocorrido 1580, que teve início na Rússia e se espalhou para a Europa através de África. Só em Roma foram mortas 8000 pessoas e várias cidades espanholas foram quase dizimadas. Ao longo dos séculos XVII e XVIII ocorreram várias pandemias esporádicas, a maior das quais ocorrida 1830-1833 e que infetou cerca de um quarto das pessoas expostas ao vírus.
O surto mais conhecido e mortífero foi a pandemia de gripe espanhola (tipo A e subtipo H1N1, ocorrida entre 1918 e 1919. Não é possível determinar com precisão o número de mortos, mas as estimativas apontam entre 50 e 100 milhões de pessoas. Em Portugal terão morrido cerca de 120 mil pessoas. Esta pandemia foi descrita como o "maior holocausto médico na História" e pode ter sido responsável pelo mesmo número de mortos da Peste Negra. Este número de mortes foi provocado por uma taxa de infeção extremamente elevada de 50% e da extrema gravidade dos sintomas, os quais se suspeita terem sido provocados por tempestades de citocinas. De facto, os sintomas de 1918 foram tão atípicos que inicialmente a gripe foi diagnosticada como dengue, cólera ou febre tifoide. Uma das principais complicações foi a hemorragia das mucosas, sobretudo do nariz, estômago e intestino, ocorrendo também hemorragias do ouvido e da pele. A maioria das mortes deveu-se a pneumonia bacteriana, uma infeção secundária provocada pela gripe, embora o vírus também tenha sido responsável por mortes diretas ao provocar hemorragias e edema pulmonar.
A epidemia de gripe espanhola de 1918 foi verdadeiramente global, chegando inclusive ao Ártico e a ilhas remotas no oceano Pacífico. A doença atipicamente grave matou entre 2 e 20% das pessoas infetadas, ao contrário das epidemias típicas, cuja taxa de mortalidade é de apenas 0,1%. Outra característica invulgar desta pandemia foi ter morto principalmente jovens adultos, uma vez que mais de metade das mortes ocorreu em indivíduos entre os 20 e 40 anos. Este facto é invulgar, uma vez que a gripe é mortal sobretudo em crianças com menos de dois anos ou em idosos com mais de 70 anos. Desconhece-se a mortalidade total desta pandemia, mas estima-se que 2,5% a 5% da população mundial tenha morrido. Só nas primeiras 25 semanas morreram 25 milhões de pessoas.
As pandemias posteriores não foram tão devastadoras. Entre elas estão a Gripe Asiática de 1957 (tipo A, estirpe H2N2) e a Gripe de Hong Kong de 1968 (tipo A, estirpe H3N2),  as quais, embora de menor dimensão, foram responsáveis pela morte de milhões de pessoas. A gripe russa de 1977 causou 700.000 mortes em todo o mundo. Nas pandemias mais recentes estavam disponíveis fármacos para controlar as infeções secundárias, o que pode ter ajudado a reduzir a mortalidade em comparação com pandemias anteriores.
| Denominação                | Data      | Mortos           | Taxa de letalidade | Subtipo envolvido          | Índice de severidade |
| -------------------------- | --------- | ---------------- | ------------------ | -------------------------- | -------------------- |
| Pandemia asiática ou russa | 1889–1890 | 1 milhão         | 0,15%              | provavelmente H3N8 ou H2N2 | desconhecido         |
| Gripe espanhola            | 1918–1920 | 17 a 100 milhões | 2%                 | H1N1                       | 5                    |
| Gripe asiática             | 1957–1958 | 1 a 4 milhões    | 0,2%-0,67%         | H2N2                       | 2                    |
| Gripe de Hong Kong         | 1968–1969 | 1 a 4 milhões    | <0,2%              | H3N2                       | 2                    |
| Gripe russa de 1977        | 1977–1979 | 0,7 milhão       | desconhecida       | H1N1                       | desconhecido         |
| Gripe suína                | 2009–2010 | 105 700–395 600  | 0,03%              | H1N1                       | NA                   |

### História da investigação
O primeiro vírus de gripe a ser isolado foi obtido a partir de aves de criação, quando, em 1901, o agente que provocava uma doença denominada "peste aviária" foi submetido a vários filtros de Chamberland, os quais têm poros que são demasiadamente pequenos para as bactérias passarem. A causa etiológica da gripe, a família ortomixovírus, foi descoberta pela primeira vez em porcos por Richard Shope em 1931. A esta descoberta seguiu-se em 1933 o isolamento do vírus humano por parte de um grupo liderado por Patrick Laidlaw no Reino Unido.
O primeiro passo significativo para a prevenção de gripe foi o desenvolvimento, em 1944, de uma vacina contra a gripe com vírus mortos, com base na investigação do australiano Frank Burnet, que demonstrou que o vírus perdia a virulência quando era cultivado em ovos de galinha. A aplicação desta observação permitiu a um grupo de investigadores na Universidade do Michigan desenvolver a primeira vacina contra a gripe com o apoio do exército norte-americano. O envolvimento do exército nesta investigação deveu-se à sua experiência com gripe durante a I Guerra Mundial, durante a qual milhares de soldados eram mortos pelo vírus num intervalo de apenas alguns meses. No entanto, quando comparado com as vacinas, o desenvolvimento de fármacos antigripais tem sido mais lento. A amantidina foi licenciada em 1966 e, trinta anos mais tarde, estava ainda a ser desenvolvida a próxima classe de fármacos, os inibidores de neuraminidase.

## Sociedade e cultura
A gripe exige da sociedade um elevado custo económico, não apenas direto devido à perda de produtividade e aos tratamentos de saúde associados, como também indireto através da despesa com medidas de prevenção. No entanto, o impacto económico de pandemias do passado não foi ainda estudado, e alguns autores sugerem mesmo que a gripe espanhola teve na realidade um impacto positivo no rendimento per capita, apesar da grande redução de população ativa e da recessão a curto prazo. Outros estudos tentaram prever o custo de uma pandemia tão grave como a gripe espanhola de 1918, tendo como cenário a economia norte-americana, assumindo que 30% de todos os trabalhadores adoeceriam e 2,5% morreriam. Uma taxa de doença de 30% e um período de ausência do trabalho de três semanas fariam com que o produto interno bruto diminuísse 5%. As despesas adicionais teriam origem no tratamento médico de 18 a 45 milhões de pessoas, pelo que o custo económico total está avaliado em 700 mil milhões de dólares.
Os custos de prevenção são igualmente avultados. Os governos mundiais gastaram vários milhares de milhões de dólares na preparação e planeamento de uma potencial pandemia de gripe aviária H5N1, sobretudo com a compra de fármacos e vacinas, no desenvolvimento de medidas de gestão e em estratégias para o controlo de fronteiras. Numa avaliação da pandemia de H1N1 em 2009 em alguns países do hemisfério sul, os dados sugerem que todos os países foram afetados em termos sócio-económicos devido à diminuição temporária do turismo em consequência do medo da doença; no entanto, não se conseguiu ainda estabelecer se a pandemia provocou impacto a longo prazo.

## Investigação

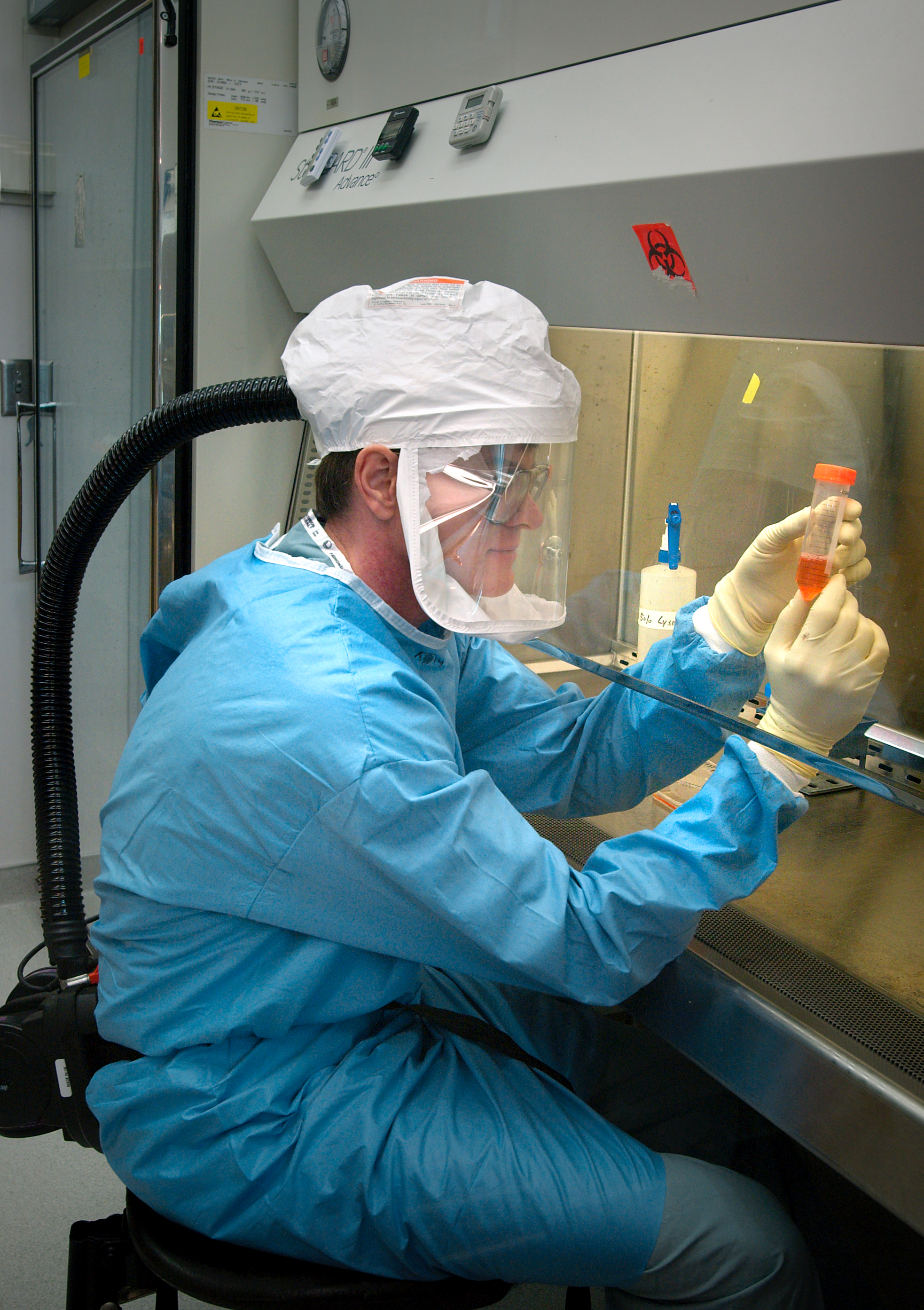
Examinação de uma reconstrução do vírus da gripe espanhola de 1918, realizada num laboratório com nível de biossegurança 3.

A investigação da gripe inclui estudos de virologia molecular, a forma como o vírus produz a doença (patogénese), a resposta imunitária do hospedeiro, a genómica viral e a forma como o vírus se dissemina (epidemiologia). Estes estudos auxiliam o desenvolvimento de medidas de combate à gripe; por exemplo, a compreensão da resposta imunitária do corpo permite o desenvolvimento de vacinas, e o conhecimento exato de como o vírus invade as células ajuda a desenvolver fármacos antivirais. O Projeto de Sequenciação do Genoma da Gripe está a desenvolver uma base de dados de sequências de gripe com o intuito de ajudar a clarificar quais são os factores que fazem com que uma estirpe seja mais mortal do que outra, quais os genes que afetam a imunogenicidade, e como é que o vírus evolui ao longo do tempo.
A investigação de novas vacinas é particularmente importante, uma vez que as vacinas atuais são de produção lenta e demorada e têm que ser reformuladas anualmente. A sequenciação do genoma e a tecnologia de ADN recombinante podem acelerar a criação de novas vacinas, ao permitir aos cientistas substituir as vacinas anteriores para novos antígenos. Estão também em desenvolvimento novas tecnologias para procriar vírus em culturas celulares. Na Universidade de Ghent está a ser desenvolvida e submetida a ensaios clínicos uma vacina universal para a gripe A, que tem como alvo o domínio exterior da proteína viral M2. Têm também sido conseguidos alguns resultados no sentido de desenvolver uma potencial vacina universal contra a gripe, capaz de produzir anticorpos contra as proteínas da superfície viral, as quais sofrem mutação a um ritmo inferior, permitindo assim uma proteção mais prolongada.
Estão também a ser investigados para potenciais tratamentos uma série de biofármacos para o tratamento de infeções provocadas por vírus. Os biofármacos terapêuticos são desenhados para ativar a resposta imune a vírus ou antígenos. Geralmente, os biofármacos não têm como alvo as vias metabólicas como os antivirais, estimulando em vez disso as células imunitárias como os linfócitos, macrófagos e/ou as células apresentadoras de antígenos, de modo a induzir uma resposta imunitária em relação ao vírus. Os modelos de gripe, como a gripe murina, são modelos convenientes para testar o efeito de biofármacos profiláticos e terapêuticos.

## Noutros animais
A gripe infeta muitas espécies animais, podendo ocorrer transferência de estirpes virais entre espécies. Pensa-se que sejam as aves o principal hospedeiro de vírus de gripe. Foram até agora identificadas dezasseis formas de hemaglutinina e nove formas de neuraminidase. Todos os subtipos conhecidos (HxNy) estão presentes nas aves, mas muitos subtipos são também endémicos em seres humanos cães, cavalos e porcos. Existem também evidências de anterior infeção ou exposição à gripe em camelos, furões, gatos, focas, visons-americanos ou baleias. As variantes dos vírus de gripe são por vezes denominadas de acordo com a espécie na qual essa estirpe é endémica ou à qual se adaptou. As principais variantes que usam esta convenção são a gripe das aves, a gripe humana, a gripe suína, a gripe equina e a gripe canina. Em porcos, cavalos e cães, os sintomas de gripe são muito semelhantes aos dos seres humanos, com tosse, febre e perda de apetite. A frequência das epidemias em animais não está tão bem estudada como no Homem. Em 1979-1980, um surto de gripe em focas na costa da Nova Inglaterra provocou a morte a 500 animais. Por outro lado, os surtos em porcos são comuns e não provocam mortalidade acentuada. Estão disponíveis vacinas para proteger as aves de criação da gripe aviária, as quais são eficazes contra diversas estirpes.

### Gripe aviária
Os sintomas de gripe em aves podem variar e não ser específicos. Uma infeção de gripe aviárias com baixa patogenicidade pode-se manifestar apenas através de plumagem baça, pequena redução na produção de ovos ou perda de peso, em conjunto com doença respiratória pouco intensa. Uma vez que estes sintomas pouco graves dificultam o diagnóstico de campo, o rastreio de gripe aviária exige a análise em laboratório de amostras de aves infetadas. Algumas das estirpes, como a H9N2 asiática, são extremamente virulentas para as aves de criação e podem provocar sintomas mais graves e mortalidade significativa. Na sua forma de maior patogenicidade, a gripe em galinhas e perus provoca o aparecimento súbito de sintomas graves e praticamente 100% de mortalidade em apenas dois dias.
Uma estirpe extremamente patogénica de gripe aviária, denominada HPAI A(H5N1) e endémica em diversas populações de aves, sobretudo no sudeste asiático, está-se a disseminar à escala global. Uma vez que é epizoótica (epidémica em não humanos) e panzoótica (afeta animais de diversas espécies numa região de grande dimensão), é responsável pela morte de dezenas de milhões de aves selvagens e exige o abate de outras tantas de modo a controlar a sua disseminação. A maior parte das referências à "gripe aviária" e ao "H5N1" na comunicação social são relativas a esta estirpe específica. Na atualidade, a estirpe HPAI A(H5N1) é uma doença aviária e não existem evidências que sugiram que seja transmitida de forma eficaz para o ser humano. Em praticamente todos os casos, os indivíduos infetados tinham tido contacto físico prolongado com as aves infetadas. No futuro, é possível que o H5N1 possa sofrer mutação para uma estirpe capaz de contagiar de forma eficaz o ser humano, embora ainda não se conheçam as alterações exatas necessárias para que isto aconteça. No entanto, devido à elevada mortalidade e virulência do H5N1, à sua presença endémica e ao cada vez maior número de hospedeiros, durante a época de gripe de 2006-2007 este vírus foi a principal ameaça de pandemia, tendo sido gastos milhares de milhões de dólares na preparação para uma avental pandemia. Em março de 2013, o governo chinês divulgou três casos de infeções pela estirpe H7N9 em seres humanos. Em meados de abril, pelo menos 82 pessoas estavam já infetadas, das quais 17 viriam a morrer.

### Gripe suína

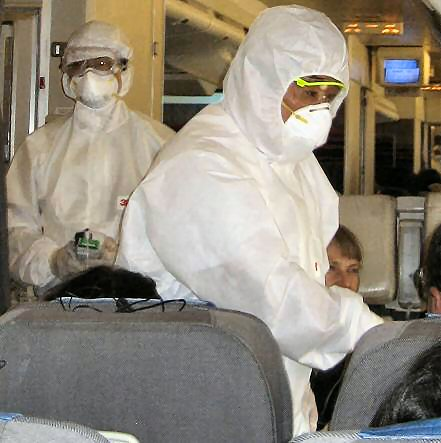
Inspetores sanitários chineses a bordo de um avião durante a pandemia de 2009 verificam a presença de passageiros com febre.

A gripe suína provoca nos porcos febre, letargia, espirros, tosse, dificuldades respiratórias e perda de apetite. Nalguns casos, a infeção pode provocar o aborto. Embora a mortalidade seja geralmente baixa, o vírus é responsável por diminuição de peso e atraso no crescimento, o que provoca perdas económicas avultadas para os produtores. Ocasionalmente, é possível que ocorra a transmissão direta de um vírus entre porcos e seres humanos. No total, são conhecidos 50 casos de infeção desde que o vírus foi identificado em meados do século XX, dos quais resultaram seis mortes.
Em 2009, uma estirpe de vírus H1N1 de origem suína foi a responsável pela pandemia de gripe do mesmo ano, mas não existem evidências de que seja endémica em porcos (isto é, uma gripe suína de facto) ou de que tenha sido transmitida de porcos para pessoas em vez de transmissão entre pessoas. Esta estirpe é uma recompilação de várias estirpes de H1N1 que são geralmente observadas em separado em seres humanos, aves e porcos.